# Simone Borgheresi
Simone Borgheresi (né le 1er août 1968 à Greve in Chianti, dans la province de Florence en Toscane) est un coureur cycliste italien.

## Biographie
Simone Borgheresi commence sa carrière professionnelle en 1992 dans l'équipe Amore e Vita. Il obtient sa première victoire en 1995 en remportant une étape Tour d'Aragon. Il prend également cette année-là la huitième place de Tirreno-Adriatico. Après une saison chez Mapei, il rejoint la Mercatone Uno. Il acquiert ses principaux succès avec cette équipe : la Subida a Urkiola, le Tour des Apennins et le Tour du Trentin. Il épaule également le leader de l'équipe Marco Pantani sur les grands tours, notamment lors de sa victoire sur le Tour de France 1998. Il est également à ses côtés lors du Giro 1999 qui voit l'exclusion de l'équipe Mercatone Uno à la veille de l'arrivée à Milan en raison d'un contrôle sanguin révélant un hématocrite supérieur à 50 % chez Pantani. Il met fin à sa carrière en 2002.
En 2004, il prend la tête de l'équipe Team ICET. Il intègre ensuite l'encadrement de l'équipe Ceramica Flaminia jusqu'en 2007.

## Palmarès

### Palmarès amateur
- 1988
  - 2e du Trophée Adolfo Leoni
  - 3e du Giro del Valdarno
- 1989
  - Coppa Lanciotto Ballerini
  - Grand Prix de la ville d'Empoli
- 1991
  - Gran Premio Montanino
  - Trophée Mario Zanchi
  - Gran Premio Industria, Commercio e Artigianato di Vignole
- 1992
  - Trophée Serafino Biagioni

### Palmarès professionnel
| - 1995 - 4ea étape du Tour d'Aragon - 3e du Tour de la province de Syracuse - 1997 - 2e du Trofeo dello Scalatore - 3e du Trophée Pantalica - 1998 - Subida a Urkiola | - 1999 - Tour des Apennins - 2000 - Tour du Trentin : - Classement général - 1reb étape (contre-la-montre) |  |

## Résultats sur les grands tours

### Tour de France
2 participations
- 1998 : 52e
- 2000 : 114e

### Tour d'Italie
6 participations
- 1994 : 96e
- 1995 : abandon (20e étape)
- 1997 : abandon (1re étape)
- 1999 : exclusion de l'équipe Mercatone Uno (21e étape)
- 2000 : 112e
- 2001 : 95e